# Cantó de Thorigny-sur-Marne
El cantó de Thorigny-sur-Marne és un antic cantó francès del departament del Sena i Marne, que estava situat al districte de Torcy. Comptava amb 16 municipis i el cap era Thorigny-sur-Marne.
Va desaparèixer al 2015 i el seu territori es va dividir entre el cantó de Lagny-sur-Marne, el cantó de Serris i el cantó de Torcy.

## Municipis
- Bailly-Romainvilliers
- Carnetin
- Chalifert
- Chanteloup-en-Brie
- Chessy
- Conches-sur-Gondoire
- Coupvray
- Dampmart
- Guermantes
- Jablines
- Jossigny
- Lesches
- Magny-le-Hongre
- Montévrain
- Serris
- Thorigny-sur-Marne

## Història
| Data d'elecció                           | Identitat         | Partit                            | Qualitat |
| ---------------------------------------- | ----------------- | --------------------------------- | -------- |
| 1993-2004                                | Olivier Bourjot   | Divers droite                     |          |
| 2004-2011                                | Jean Calvet       | Verts, després MoDem, després PRG |          |
| 2011-                                    | Arnaud de Belenet | UMP                               |          |
| les dades anteriors no són pas conegudes |                   |                                   |          |
|                                          |                   |                                   |          |

## Demografia
| A partir de 1990: Població sense dobles comptes |